# Riedel (Familienname)
Riedel ist ein Familienname aus dem deutschsprachigen Raum.

## Namensträger

### A
- Adolf Riedel (1890–1914), deutscher Paläontologe
- Adolf Riedel (Ingenieur) (1895–1975), polnischer Ingenieur; Ritter des Ordens Polonia Restituta
- Adolf Riedel (Entomologe) (1930–2010), polnischer Entomologe und Malakologe
- Adolph Friedrich Riedel (1809–1872), deutscher Historiker
- Albert Riedel (1911–1984), deutsch-US-amerikanischer Alchemist (Frater Albertus)
- Alexander Riedel (Richter) (* 1955), deutscher Richter
- Alexander Riedel (Entomologe) (* 1969), deutscher Entomologe
- Alexander Riedel (Regisseur) (* 1969), deutscher Filmregisseur
- Alfons Riedel (1901–1969), österreichischer Bildhauer
- Alfred Riedel (1906–1969), deutscher Grafikdesigner, Schriftkünstler und Lithograf
- Andreas von Riedel (1748–1837), österreichischer Mathematiker und Offizier
- Andreas Riedel (Fotograf) (* 1965), deutscher Fotograf
- Anna Lena Riedel (* 2000), deutsche Fußballspielerin
- Annette Riedel, deutsche Hörfunkjournalistin und Redakteurin
- Annette Riedel (Pflegewissenschaftlerin) (* 1967), deutsche Pflegewissenschaftlerin
- Arno Riedel (1897–1964), deutscher Industrieller
- Arthur Riedel (1888–1953), Schweizer Maler, Zeichner und Radierer
- August Riedel (1799–1883), deutscher Maler
- August Riedel (Komponist) (1855–1929), deutscher Musikdirektor, Chorleiter und Komponist

### B
- Barbara Riedel (* 1987), deutsche Autorin
- Bastian Riedel (* 1984), deutscher Handballspieler
- Bernd Riedel (Sänger) (* 1938), deutscher Sänger (Bariton) und Gesangspädagoge
- Bernd Riedel (Fußballspieler) (* 1950), deutscher Fußballspieler
- Bernd Riedel (Schauspieler) (* 1965), deutscher Schauspieler
- Bernhard Riedel (Mediziner) (1846–1916), deutscher Chirurg und Hochschullehrer
- Bernhard Riedel (Trainer) (1939–2013), deutscher Hammerwurftrainer
- Bertha Riedel-Ahrens (1850–nach 1908; Pseudonym Silvio Lugano), deutsche Schriftstellerin
- Bruce Riedel (* 1953), US-amerikanischer Diplomat und Regierungsberater

### C
- Carl Riedel (1827–1888), deutscher Kapellmeister
- Carl Riedel (Radsportler) (* 1936), deutscher Radsportler
- Christa-Louise Riedel (* 1943), deutsche bildende Künstlerin
- Christian Gottlieb Riedel (1804–1882), deutscher Bauer und Politiker
- Christiane Riedel (* 1962), deutsche Kunsthistorikerin, Vorstand der Crespo Foundation
- Claus Josef Riedel (1925–2004), österreichischer Unternehmer und Glasdesigner
- Clemens Riedel (Politiker) (1914–2003), deutscher Politiker (CDU)
- Clemens Riedel (Fußballspieler) (* 2003), deutscher Fußballspieler
- Curt Riedel (1879–1954), deutscher Roman- und Jugendbuchautor

### D
- David Riedel (* 1981), deutscher Schauspieler
- Deborah Riedel (1958–2009), australische Sopranistin
- Dieter Riedel (* 1947), deutscher Fußballspieler und -trainer
- Dirk Riedel (* 1971), deutscher Historiker
- Dora Riedel (1906–1982), chilenische Architektin

### E
- Eberhard Riedel (Biochemiker) (* 1932), deutscher Biochemiker
- Eberhard Riedel (Skirennläufer) (* 1938), deutscher Skirennläufer
- Eduard von Riedel (1813–1885), deutscher Architekt und bayerischer Baubeamter
- Eduardo Riedel (* 1969), brasilianischer Politiker
- Egon Riedel (* 1966), deutscher Komponist
- Eibe Riedel (* 1943), deutscher Rechtswissenschaftler
- Emil von Riedel (1832–1906), deutscher Jurist und Politiker
- Emil Riedel (1872–1922), deutscher Unternehmer
- Ernest Riedel (1901–1983), US-amerikanischer Kanute
- Ernst Riedel (1858–1904), deutscher Kaufmann und Chronist
- Erwin Riedel (* 1930), deutscher Chemiker und Autor

### F
- Florian Riedel (* 1990), deutscher Fußballspieler
- Frank Riedel (* 1968), deutscher Wirtschaftswissenschaftler
- Franz Riedel (Unternehmer, 1786) (1786–1844), österreichischer Glasfabrikant
- Franz Riedel (Unternehmer, 1850) (1850–1914), deutscher Unternehmer
- Franz Xaver Riedel (1738–1773), österreichischer Jesuit, Lehrer und Autor
- Friedrich Riedel (Fußballspieler) (1921–2010), deutscher Fußballspieler
- Friedrich August von Riedel und Löwenstern (1714–1796), preußischer Landrat
- Friedrich Justus Riedel (1742–1785), deutscher Schriftsteller und Hochschullehrer
- Friedrich W. Riedel (1929–2020), deutscher Musikwissenschaftler
- Fritz Riedel (1853–1913), deutscher Chemiker und Industrieller, siehe Johann Daniel Riedel
- Fritz Riedel (Ingenieur) (1897–nach 1961), deutscher Ingenieur und Flugzeugbauer
- Fritz Riedel (Widerstandskämpfer) (1908–1944), deutscher Widerstandskämpfer
- Fritz Riedel (Fußballspieler) (* 1928), deutscher Fußballspieler

### G
- Georg Riedel (Weihbischof) († nach 1566), Weihbischof von Almira
- Georg Riedel (Komponist) (1676–1738), deutscher Kantor und Komponist
- Georg Riedel (Politiker) (1900–1980), deutscher Politiker (CSU, FDP)
- Georg Riedel (Jazzmusiker) (1934–2024), schwedischer Jazzmusiker
- Georg Riedel, Pseudonym von Hansgeorg Bräutigam (* 1937), deutscher Jurist, Richter und Kolumnist
- Georg Josef Riedel (* 1949), österreichischer Glasunternehmer
- Gerd-Rainer Riedel (* 1942), deutscher Geologe
- Gottlieb Friedrich Riedel (1724–1784), deutscher Porzellanmaler und -bildner, Radierer und Verleger
- Günter Riedel (1909–1975), deutscher Geophysiker
- Günther Riedel (* 1928), deutscher Wirtschaftswissenschaftler und Hochschullehrer
- Gustav Riedel (1816–1886), deutscher Apotheker und Industrieller, siehe Johann Daniel Riedel
- Gustav Riedel (1829–1882), deutscher Politiker, MdR

### H
- Hannah Riedel (* 2004), deutsche Karateka
- Hannelore Riedel (* 1937), deutsche Skirennläuferin
- Hanns-Joachim Riedel (1910–nach 1976), deutscher Ingenieur
- Hans von Riedel (1875–1956), deutscher Generalmajor
- Hans Riedel (Liederdichter) (1889–1971), deutscher Pfadfinder und Liedertextdichter (Aus grauer Städte Mauern)
- Hans Riedel (Fußballspieler) (* 1929), deutscher Fußballspieler
- Hans Riedel (Restaurator) (1935–2014), deutscher Restaurator
- Hans Erich Riedel (1939–2023), deutscher Physikdidaktiker
- Hans-Günther Riedel (1912–1979), deutscher Verfahrenstechniker und Hochschullehrer
- Hansjürgen Riedel (1907–1992), deutscher Politiker (CDU)
- Hans-Karl Riedel (1893–1967), deutscher Fabrikant und Kommunalpolitiker
- Harald Riedel (* 1949), deutscher General
- Hartmut Riedel (* 1943/1944), deutscher Sportmediziner und Hochschullehrer
- Heinrich Riedel (Theologe) (1903–1989), deutscher Theologe
- Heinrich August Riedel (1748–1810), deutscher Architekt und Maler
- Heinrich Karl Riedel (1756–1821), deutscher Architekt
- Heinz Riedel, Übersetzer (u. a. von Brel-Chansons ins Deutsche)
- Helga Riedel (* 1942), deutsche Schriftstellerin
- Hermann Riedel (Komponist, 1813) (1813–1892), deutscher Kantor, Organist und Komponist
- Hermann Riedel (Komponist, 1847) (1847–1913), deutscher Komponist
- Hermann Riedel (Werkstoffwissenschaftler) (* 1945), deutscher Werkstoffmechaniker
- Hubert Riedel (1948–2018), deutscher Grafiker

### I
- Ilona Riedel-Spangenberger (1948–2007), deutsche Kirchenrechtlerin
- Ingrid Riedel (* 1935), deutsche Analytische Psychologin, Theologin, Germanistin, Religionspsychologin, Autorin und emeritierte Hochschullehrerin
- Iris Riedel-Kühn (* 1954), deutsche Tennisspielerin

### J
- Jacqueline Riedel (* 1969), deutsche Volleyballspielerin
- Jan Riedel (* 1982), deutscher Politiker, Bildungsminister von Sachsen-Anhalt
- Jan Riedel (Leichtathlet) (* 1989), deutscher Leichtathlet
- Joachim Riedel (1906–1931), deutscher Sänger und Theaterschauspieler
- Johann Riedel (Bildhauer) (1654–1736), deutscher Bildhauer
- Johann Christoph Riedel (1709–1757), deutscher Mediziner und Hochschullehrer
- Johann Daniel Riedel (1786–1843), deutscher Apotheker und Unternehmer
- Johann Gottfried Riedel (um 1690–1755), deutscher Maler und Restaurator
- Johann Gottlieb Riedel (1722–1791), deutscher Architekt und Maler
- Johannes Riedel (General) (1856–1925), deutscher General der Infanterie
- Johannes Riedel (Pädagoge) (1889–1971), deutscher Ingenieur und Arbeitspädagoge
- Johannes Riedel (Skispringer), deutscher Skispringer
- Johannes Riedel (Jurist) (* 1949), deutscher Richter
- Josef Riedel (Großindustrieller) (1816–1894), österreichischer Glashändler und Großindustrieller
- Josef Riedel (Techniker) (1839–1907), österreichischer Wasserbautechniker
- Josef Anton Riedel (1862–1924), österreichischer Großindustrieller und Erfinder
- Josef Gottfried von Riedel (1803–1870), österreichischer Psychiater
- Julia Riedel (* 1989), deutsche Shorttrackerin
- Julian Riedel (* 1991), deutscher Fußballspieler
- Jutta Riedel (* 1963), deutsche Autorin und Regisseurin

### K
- Karl Riedel (Junghegelianer) (1804–1878), deutscher Schriftsteller und Publizist
- Karl Riedel (Politiker) (1883–1949), deutscher Jurist und Politiker (DVP)
- Karl Riedel (Ruderer) (1913–?), österreichischer Ruderer
- Karl Christian Riedel (1764–1838), deutscher Architekt und Maler
- Karl Julius Riedel (1817–1882), königlich preußischer Generalmajor
- Karl Veit Riedel (1932–1994), deutscher Volkskundler und Theaterwissenschaftler
- Karsten Riedel (* 1970), deutscher Sänger, Musiker, Produzent und Komponist
- Katharina Riedel (* 1968), deutsche Mikrobiologin und Hochschullehrerin
- Klaus Riedel (1907–1944), deutscher Raketenpionier („Riedel II“)
- Klaus Peter Riedel (* 1954), deutscher Diplomat
- Konrad Riedel (* 1909), deutscher Agrartechniker und Hochschullehrer
- Kurt Riedel (Mediziner) (1890–1948), deutscher Arzt
- Kurt Riedel (Pädagoge) (1891–??), deutscher Pädagoge und Hochschullehrer
- Kurt Riedel (Jurist) (1903–1945), deutscher Polizist und SS-Offizier
- Kurt Riedel (Illustrator), deutscher Illustrator

### L
- Lars Riedel (* 1967), deutscher Leichtathlet
- Leo Riedel (1884–1946), deutscher Konteradmiral
- Leopold Friedrich Karl August von Riedel (1799–1867), preußischer Generalleutnant
- Lisa Riedel (1925–2019), deutsche Museologin
- Lothar Riedel (* 1950), deutscher Geologe und Autor
- Louis Riedel (Mundartdichter) (1847–1919), deutscher Mundartdichter
- Louis Riedel (Admiral) (1849–1907), deutscher Konteradmiral
- Ludwig Riedel (1790–1861), deutscher Botaniker
- Lutz Riedel (* 1947), deutscher Schauspieler und Synchronsprecher

### M
- Manfred Riedel (1936–2009), deutscher Philosoph
- Marianne Riedel-Weber (1937–2012), deutsche Schauspielerin
- Mathias Riedel (* 1966), deutscher Schauspieler
- Max Riedel (1903–1990), deutscher Widerstandskämpfer
- Max Paul Riedel (1870–1941), deutscher Entomologe
- Michael Riedel (Michael S. Riedel; * 1972), deutscher Performancekünstler und Hochschullehrer
- Michael Riedel (Gewerkschafter), deutscher Gewerkschafter und Politiker (SPD)

### N
- Neithardt Riedel (* 1952), deutscher Schauspieler und Drehbuchautor
- Nicolai Riedel (* 1952), deutscher Literaturwissenschaftler
- Norbert Riedel (1912–1963), deutscher Ingenieur und Unternehmer
- Norbert Riedel (Diplomat) (* 1960), deutscher Jurist und Diplomat

### O
- Oliver Riedel (* 1971), deutscher Musiker
- Oswald Riedel (1887–1969), deutscher Journalist und Politiker (DDP, DStP), MdL Preußen
- Otto Riedel (Maler) (1906–1991), österreichischer Maler und Zeichner
- Otto Riedel (Theologe) (1908–1983), deutscher evangelischer Theologe und Schriftsteller

### P
- Paul Riedel (1851–1912), deutscher Apotheker und Unternehmer, siehe Johann Daniel Riedel
- Paul Riedel (1852–1909), deutscher Physiker und Optiker
- Peter Riedel (Märtyrer) (1880–1938), russlanddeutscher Geistlicher und Märtyrer
- Peter Riedel (Segelflieger) (1905–1998), deutscher Segelflieger
- Peter Riedel (Priester) (1941–2025), deutscher Jesuit, später Diözesanpriester, Missbrauchstäter

- Petra Riedel (* 1964), deutsche Schwimmerin
- Pia Riedel (* 1990), deutsche Volleyball- und Beachvolleyballspielerin

### R
- Rafał Riedel (* 1975), Politikwissenschaftler
- Rainer Riedel (* 1961), deutscher Tänzer und Tanztrainer
- Reinhard Riedel (* 1951), deutscher Fußballspieler
- Richard Riedel (Unternehmer) (1838–1916), Bauherr der Villa Riedel und Gründer der Hallesche Maschinenfabrik und Eisengießerei
- Richard Riedel (Gartenarchitekt) (1887–1965), deutscher Botaniker und Gartenarchitekt
- Richard Riedel (Journalist) (1895–1979), deutscher Journalist, Drehbuchautor, Produzent und Dramaturg
- Richard H. Riedel (1904–1960), deutscher Filmarchitekt
- Rolf Riedel (* 1948), deutscher Eishockeyspieler
- Rudolf Riedel (Lepidopterologe) (1899–1955), deutscher Schmetterlingskundler und Sammler
- Rudolf Riedel (Heimatforscher) (1904–1977), österreichischer Lehrer und Heimatforscher
- Ryszard Riedel (1956–1994), polnischer Sänger

### S
- Sabine Riedel (* 1983), deutsche Schriftstellerin
- Sarah Riedel (Schauspielerin) (* 1979), deutsche Schauspielerin und Synchronsprecherin
- Sarah Riedel (Sängerin) (* 1982), schwedische Sängerin
- Sebastian Hasenstab-Riedel (* 1975), deutscher Chemiker und Hochschullehrer
- Serap Riedel (* 1960), türkisch-deutsche Malerin
- Sigfrid Riedel (1918–2018), deutscher General (NVA)
- Steffi Gerlinde Riedel-Heller (* 1964), deutsche Wissenschaftlerin, Fachärztin für Psychiatrie und Psychotherapie
- Susanne Riedel (Schriftstellerin) (* 1959), deutsche Schriftstellerin
- Susanne M. Riedel (* 1971), deutsche Autorin, Komikerin und Vorleserin

### T
- Theodor Riedel (Marineoffizier) (1881–1916), deutscher Korvettenkapitän
- Theodor Riedel (Admiral) (1889–1939), deutscher Konteradmiral
- Thomas Riedel (* 1970), deutscher Fernsehjournalist

### U
- Ulrike Riedel (* 1948), deutsche Politikerin (Bündnis 90/Die Grünen)
- Ursula Riedel-Pfäfflin (* 1943), deutsche Theologin und Hochschullehrerin
- Uwe Riedel (* 1963), deutscher Physiker

### V
- Valentin Riedel (1802–1857), deutscher Geistlicher, Bischof von Regensburg
- Volker Riedel (* 1943), deutscher Altphilologe

### W
- Waldemar von Riedel (1879–1945), deutscher Staatsbeamter
- Walter Riedel (Widerstandskämpfer) (1893–1939), deutscher Widerstandskämpfer gegen den Nationalsozialismus
- Walter Riedel (Unternehmer) (1895–1974), deutscher Glasindustrieller
- Walter Riedel (Politiker, 1897) (1897–1949), deutscher Politiker (NSDAP), Bürgermeister von Werl
- Walter Riedel (Chemiker) (1902–1965), deutscher Chemiker und Hochschullehrer
- Walter Riedel (Chorleiter) (1902–1978), deutscher Chorleiter und Komponist
- Walter Riedel (Politiker, 1910) (1910–2006), deutscher Politiker (DDR-CDU), MdV
- Walter E. Riedel (* 1936), Deutsch-Kanadier, Übersetzer und kanadischer Sprachwissenschaftler mit Schwerpunkt deutsch-kanadischer Literatur
- Walter H. J. Riedel (1902–1968), deutscher Ingenieur und Raketenkonstrukteur („Riedel I“)
- Walther J. Riedel (1903–1974), deutscher Ingenieur und Entwickler von Raketentriebwerken („Riedel III“)
- Werner Riedel (* 1936), deutscher Leichtathlet
- Wilhelm Riedel (Tuchfabrikant) (1829–1916), deutscher Tuchfabrikant und Mäzen
- Wilhelm Riedel (Maler) (1832–1876), böhmischer Maler
- Wilhelm Riedel (Glasfabrikant) (1849–1929), tschechischer Glasfabrikant
- Wilhelm Riedel (Schriftsteller) (1933–2018), deutscher Schriftsteller und Lyriker
- Willi Riedel (1909–1982), deutscher Generalmajor
- Wolfgang Riedel (Komponist) (1884–nach 1954), deutscher Dirigent und Komponist
- Wolfgang Riedel (Schiedsrichter) (1929–2007), deutscher Fußballschiedsrichter
- Wolfgang Riedel (Geograph) (* 1942), deutscher Geograph und Hochschullehrer
- Wolfgang Riedel (Literaturwissenschaftler) (* 1952), deutscher Literaturwissenschaftler
- Wolfgang Riedel (Physiker), deutscher Physiker und Oscarpreisträger